# Mudhif
Le mudhif /mudif/ (en arabe : المضيف al-muḍīf) est une maison traditionnelle en roseau fabriquée par le peuple Madan (également connu sous le nom d'Arabes des marais) dans les marais du sud de l'Irak. Dans le mode de vie traditionnel Madan, les maisons sont construites à partir de roseaux récoltés dans les marais où ils vivent. Un mudhif est une grande maison de cérémonie, payée et entretenue par un cheikh local, pour être utilisée par les invités ou comme lieu de rassemblement pour les mariages, les funérailles, etc. 

## Description
Les mudhifs sont des structures traditionnelles, construites par les Arabes des marais du sud de l'Irak depuis au moins 5 000 ans. Une élévation d'un mudhif typique, sculptée dans la roche, datant d'environ 3300 av. J.-C. a été découverte à Uruk et se trouve maintenant au British Museum.  

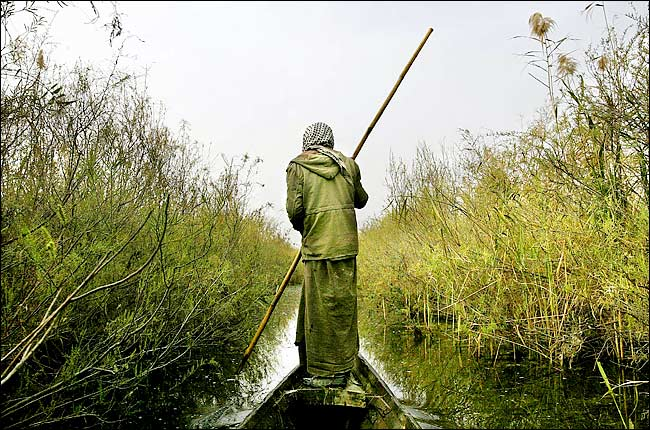
Arabe des marais au milieu des roseaux utilisés pour la construction

Un mudhif est un type spécial de sarifa ; une structure faite de roseaux qui poussent naturellement dans les marais et est utilisée par le cheik du village comme maison d'hôtes. D'autres types de constructions, comme les raba (avec des entrées aux deux extrémités et utilisé comme logement familial) ou les bayt (strictement un logement d'une seule pièce) sont généralement plus petits qu'un mudhif et peuvent être utilisés à des fins résidentielles.  
Chaque cheik du village a un mudhif capable d'accueillir au moins dix personnes. Le nombre d'arches utilisées dans un mudhif est dicté par la tribu et le groupe familial. Parfois, le mudhif est décoré de faisceaux supplémentaires de roseaux, placés sur la façade, pour marquer l'appartenance de l'édifice à une tribu. L'entrée du mudhif fait toujours face à La Mecque.  

## Construction
Dans la construction d'un mudhif, les roseaux sont regroupés et tissés en colonnes épaisses ; des roseaux plus gros et plus épais sont courbés et attachés pour former des arcs paraboliques qui composent la colonne vertébrale du bâtiment. Ces arcs sont renforcés par la contrainte exercée par les colonnes, car ils sont insérées dans le sol à des angles opposés. De longues poutres transversales de roseaux plus petits sont disposées à travers les arcs et attachées. Des nattes tissées de roseaux forment l'enveloppe du bâtiment. Certains tapis sont tissés de perforations comme une maille pour faire entrer l'air et la lumière. 
Les murs avant et arrière sont attachés à deux grandes colonnes verticales en roseaux groupés. Les mudhifs nécessitent d'être reconstruit tous les dix ans. 

### Les roseaux comme matériau de construction
Le type de roseau le plus couramment utilisé pour la construction des mudhif des marais est l'ihdri. Le roseau a des propriétés qui en font un matériau de construction idéal - il a une concentration élevée de silice qui le rend résistant à l'eau, peu attrayant pour les insectes et autres parasites et un excellent matériau isolant thermique et acoustique. C'est un matériau peu coûteux et il est à la fois flexible et durable. 

## Développements récents
Dans les années 80, un demi-million d'Arabes vivaient dans les marais.  Cependant, vers 1993, Saddam Hussein a commencé à assécher les marais pour tenter de détruire la vie et la culture des Arabes du Sud. Après la défaite de Hussein en 2003, les communautés arabes ont commencé à déterrer les digues, à ré-inonder les marais et à reprendre leur mode de vie traditionnel.
« L'artisanat et les arts traditionnels de la construction liés au mudhif » est inscrit sur la liste représentative du patrimoine culturel immatériel de l'humanité par l'UNESCO en décembre 2023.